# ماري ميخائيل شيلي
ماري ميخائيل شيلي (بالإنجليزية: Mary Michael Shelley)‏ هي نحّاتة أمريكية، ولدت في 1950 في Doylestown, Pennsylvania ‏ في الولايات المتحدة.

## وصلات خارجية
- الموقع الرسمي